# Лебрук
Лебрук (нід. Lheebroek) — селище в нідерландській провінції Дренте. Входить до муніципалітету Вестервелд.
Його площа становить 0,85 км², а населення станом на 2021 рік складало 120 осіб.